# 藍盒子

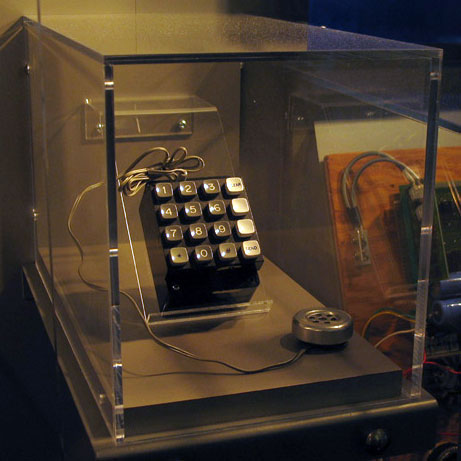
史蒂夫·沃茲尼克打造的藍盒子，收藏於 電腦歷史博物館。

蓝盒子（英语：blue box）是一种电子设备，用于产生用于生成北美长途电话网络内曾经使用的带内信号音调，以发送线路状态和被呼叫号码信息的音调。这允许非法用户，通常被称为“蓝盒子发烧友”，拨打长途电话，而无需使用网络的用户设备，这些电话费将被计入另一个号码或完全被视为未完成的呼叫。还有一些类似的“彩盒子”用于控制电话网络的其他方面。
蓝盒子最早于1960年代开发，并由一小部分发烧友社区使用。随着20世纪70年代早期低成本微电子技术的引入，这些设备大大简化，以至于任何具备基本焊接或面包板构造技能的人都可以制造它们。不久之后，质量相对较低的型号开始提供全套装配，但通常需要用户进行调试以保持正常运行。
长途网络逐渐数字化，用带外信令方法（out-of-band signaling)取代了音频呼叫控制音调，这种信令以数字形式传输，放置在对电话用户不可访问的独立信道上。基于音频音调的蓝盒子在20世纪80年代已经用途有限，今天已经几乎不再使用。

### 蓝盒子的历史
本地通话在20世纪上半叶已逐渐实现自动化，但长途通话仍然需要操作员干预。AT&T认为自动化对其至关重要。到了1940年代，他们开发了一个系统，利用可听到的音调在长途线路上传输以控制网络连接。音调对，称为多频（MF）信号，被分配给了电话号码中使用的数字。不同的，单一音调，称为单频（SF），则用作线路状态信号。
这个新系统允许电话网络通过根据需要部署拨号器和音调发生器来实现自动化，从较繁忙的交换开始。贝尔实验室很乐意宣传他们成功创建这个系统，并多次披露其内部工作原理的细节。在1950年2月的《Popular Electronics》杂志上，他们发布了一则广告，标题为“为电话号码演奏乐曲”，其中展示了数字的音乐音符，并将电话操作员的按钮描述为“音乐键盘”。为了播放每个数字的音调，需要同时按下钢琴上的两个键。插图没有包括用于特殊控制信号KP和ST的音调对，尽管在图片中操作员的手指放在KP键上，ST键也是可见的。在1950年代，AT&T发布了一部公关电影《Speeding Speech》，描述了该系统的操作。在电影中，技术人员按下拨号键时，可以听到发送完整电话号码的音调序列通过扬声器传出。
1954年11月，《贝尔系统技术杂志》发表了一篇名为“带内单频信令”的文章，描述了用于启动和结束电话呼叫以进行干线路由的信令方案。 1960年11月，《贝尔系统技术杂志》的一篇文章提供了信令系统的技术细节概述，并披露了信号的频率。
对于20世纪50年代的技术来说，该系统相对复杂。它必须准确解码频率，并忽略可能意外产生该频率的任何信号；在背景中播放的音乐可能随机包含SF音调，系统必须滤除这些信号。为此，信令单元将2600赫兹为中心的带通滤波器的信号功率与音频频带的其他部分的信号功率进行比较，只有当该音调是最突出的信号时才触发。通话的发起端在通话结束时会将音调播放到干线上，并触发远程端结束通话。一段时间后，发起端降低音调级别，并在从本地设备接收到挂机状态的情况下继续发送音调。
在技术细节被公开发布之前，许多用户无意中发现，并感到恼火，即将2600赫兹音调播放到呼叫者的话筒中会导致长途电话断开连接。如果呼叫者在等待被呼叫方回应时吹口哨，可能会出现2600赫兹音调。在检测到来自呼叫者端的音调后，接收信令单元会向连接的设备发送挂机状态，从那时起断开了呼叫，就好像呼叫者已挂断电话一样。

### 发现和早期使用
最早发现这种效果的人之一是乔·英格雷西亚，也被称为Joybubbles，他在7岁时偶然发现了这一效果，当时他在等待被呼叫方回应时吹口哨。他对电话网络产生了浓厚兴趣，接下来的十年里积累了相当多关于系统以及如何使用控制音调拨打电话的知识。他和其他电话发烧友，如“纽约的比尔”和“故障”，训练自己吹响2600赫兹音调以重置干线。他们还学会了通过闪烁来路由电话呼叫，即使用非常短的挂机信号脉冲来发送路由指令。
在20世纪60年代的某个时刻，卡普恩·克伦奇早餐麦片的包装中包含了一个免费赠品：一个小哨子，巧合的是，当哨子的两个孔之一被遮住时，它会产生2600赫兹音调。[7]电话发烧者约翰·德雷珀就是从这个哨子采用了他的绰号“Captain Crunch”。
“免费电话”的800服务于1967年推出，为黑客提供了方便的号码拨打。用户通常会选择目标地区的一个号码，然后像上面描述的那样使用它。即使产生了计费信息，也会以一个1-800号码作为计费号码，因此是免费的。与以前一样，远程系统会注意到呼叫正在转向最终的非免费号码，但无法匹配对方。

### 技术
当这个系统首次部署时，技术上可以使用当时可用的技术来生成这些音调。钢琴或电子风琴的键在频率上足够接近以工作。通过调音，它们甚至可以调至完全准确的频率。为了拨打电话号码，用户需要同时按下两个键。经验丰富的钢琴家可能会觉得键盘组合不太容易演奏。但可以制作一个白卷播放器钢琴卷轴来操作所需的键并拨打电话号码。另一种策略是购买门铃，取下撞杆，并将它们安装在可以放在钢琴键盘上的框架上。标有KP、ST和10个数字的12个DPDT按钮将操作撞杆的配对，以播放电话公司的音调，之前必须按下并释放E7钢琴键。
当时有用于在导线或空白留声机唱片上录音的消费者设备，因此钢琴不必靠近电话。消费者磁带录音机稍后问世，使录音过程更加容易。小型电池供电的磁带录音机可以在几乎任何地方播放这些音调。
在1940年代，使用真空管技术可以制造电子蓝盒，但该设备可能会相对较大且耗电量较大。正如对收音机做的一样，将其从烤面包机大小缩小到香烟盒大小并允许它们由小型电池供电，晶体管技术使小型电池供电的电子蓝盒成为可能。
AT&T的安全团队在大约1962年首次搞到了一台蓝盒，但这可能不是第一台制造的蓝盒。
典型的蓝盒有13个按钮。一个按钮用于2600赫兹音调，按下并释放以断开外呼连接，然后连接一个数字接收器。接下来是一个KP按钮，10个用于电话号码的数字按钮，以及最后按下的ST按钮。蓝盒可能有7个振荡器，6个用于2选6数字代码，一个用于2600赫兹音调，或者2个具有可切换频率的振荡器。
蓝盒被认为是一种复杂的电子设备，在黑市上以典型的800美元至1,000美元或多达3,500美元的价格出售。实际上，许多电子学生和具备所需音调知识的工程师都有能力设计和制造这种设备，使用已发布的电子振荡器、放大器和开关矩阵的设计，并使用很容易购买到部件组装。此外，可以使用消费者产品或实验室测试设备生成所需的音调。这些音调可以记录在小型电池供电的卡带录音机上，以在任何地方播放。
为了减少呼叫建立时间，电话号码以“速拨”格式从一台机器传输到另一台机器，大约需要1.5秒来拨打一个包括KP和ST在内的10位数字号码。为了抓住作弊者，AT&T可以连接监视器到未用于操作员拨号呼叫的数字接收器，并记录以手动速度拨打的呼叫。因此，一些黑客额外麻烦地制造了蓝盒，可以存储电话号码，并以与机器相同的时间播放音调。

### 亚文化
蓝盒子的广泛使用，曾经仅限于一些孤立的个体探索电话网络，逐渐演变成了一个亚文化。著名的电话发烧友，如“Captain Crunch”、Mark Bernay和Al Bernay，使用蓝盒子来探索各种标准电话无法拨号的“隐藏代码”。
一些更有名的恶作剧者包括苹果电脑的创始人史蒂夫·沃兹尼亚克和史蒂夫·乔布斯。有一次，沃兹尼亚克拨打了梵蒂冈城，并假装是亨利·基辛格（模仿基辛格的德国口音），并要求与教皇交谈（当时教皇正在睡觉）。沃兹尼亚克在1986年说道：
我只是打电话来探索电话公司作为一个系统，学习其中的代码和技巧。我与伦敦的接线员交谈，并说服她我是纽约的接线员。当我给我的父母和朋友打电话时，我付费。六个月后，我退出了，因为我已经做了我能做的一切。
我当时非常纯粹。现在我意识到其他人并不那么纯粹，他们只是想赚钱。但当时我认为我们都是纯粹的。
乔布斯后来告诉他的传记作者，“如果不是因为沃兹尼亚克的蓝盒子，就不会有苹果公司了”。

### 媒体报道
蓝盒子成为主流媒体的关注焦点，当时罗恩·罗森鲍姆（Ron Rosenbaum）发表了一篇题为《小蓝盒子的秘密》（Secret of the little blue box)的文章，刊登在1971年10月的《Esquire》杂志上。突然之间，更多人想加入由蓝盒子催生的电话发烧文化，这进一步提高了“Captain Crunch”的名气。
20世纪70年代中期，两本主要的业余无线电杂志《'73》和《CQ》发表了有关电话系统的文章。《CQ》杂志在1974年发表了有关电话发烧，包括音调频率和几个可工作的蓝盒子电路图的详细信息。1975年6月号的《73》杂志刊载了一篇文章，描述了长途信令网络的基本原理，以及如何构建和操作红盒子和蓝盒子。大约在同一时期，蓝盒子的DIY（do-it-yourself)套件开始被广泛销售。
1988年11月，CCITT（现在被称为ITU-T）发布了建议Q.140，用于信令系统No. 5，这导致了新一代用户的蓝盒子再度兴起。
在20世纪90年代初，蓝盒子在国际盗版软件界变得流行，尤其是在欧洲。制作了软件，可以使用计算机生成和播放信令音调进行蓝盒子操作。对于PC，有BlueBEEP、TLO等软件，也有适用于其他平台（如Amiga）的蓝盒子。

## 如何使用蓝盒子

### 自动拨号
本地的普通电话服务通过监视电话公司交换所与客户电话之间的电话线上的电压来工作。当电话处于挂机状态时，来自交换所的约48伏电流流向电话，然后通过不经过电话听筒的回路返回。当用户拿起听筒时，电流必须流过听筒中的扬声器和麦克风，导致电压下降到10伏以下。电压突然下降表示用户已拿起电话。
最初，所有电话呼叫都是由操作员手动路由的，操作员会寻找小的灯泡，当用户拿起电话拨号时，这些灯泡会亮起。操作员会连接一个听筒到电话线上，询问用户要拨打的号码，然后在两个电话插孔之间连接一根电缆以完成呼叫。如果用户要拨打长途电话，当地的操作员会首先与远程交换所的操作员通过两个地点之间的干线之一通话。当当地操作员听到远程用户接通电话时，他们会将他们的当地用户连接到相同的干线上以完成呼叫。
电话系统的呼叫过程从早期就开始自动化。越来越复杂的电机电机系统将电压的变化用于启动连接过程。旋转拨号盘在约1904年引入，用于操作这些开关；拨号盘会快速连接和断开线路，这个过程称为脉冲拨号。在通常的系统中，电压的这些周期性变化会导致步进电机在每个数字的脉冲中旋转一个位置，较长的暂停时间用于从一个旋转开关切换到另一个。当足够多的数字被解码时，通常在北美是七个数字，旋转开关之间的连接将选择一条线路，拨打电话的客户。
使用变化的电压来完成呼叫的想法在本地交换所中运作良好，因为客户与交换所之间的距离可能在几公里的范围内。在较长的距离上，线路的电容会过滤掉电压的快速变化，拨号脉冲不会以清晰的形式传达到远程办公室，因此长途呼叫仍然需要操作员干预。随着电话使用的增长，尤其是长途通话，电话公司越来越有兴趣自动化这种类型的连接。

### 长途电话直接拨号
为了解决这个需求，贝尔系统在连接交换所的电路上采用了第二个系统。当用户拨打一个长途号码时，在北美，通常在号码的开头拨打"1"，通话会被切换到一个称为"tandem"的独立系统。然后，"tandem"会缓冲剩余的数字并解码号码，以查看拨打的是哪个远程交换所，通常使用区号来进行此操作。然后，它们会在两个交换所之间寻找可用的干线；如果没有可用的干线，"tandem"会播放"快速忙音"重新排序信号，告诉用户稍后再试一次。
寻找空闲线路的基本协议是在线路不被使用时，播放2600赫兹的音调。给定干线的两端都会这样做。当"tandem"确定了被拨打的远程交换所后，它会扫描两个交换所之间的干线，寻找这个音调。当它在其中一条线上听到音调时，它知道那条线是可用的。然后，它们会选择该线路并从其端删除2600赫兹的音调。远程"tandem"会听到音调停止，取消他们的音调，然后播放监控闪烁，发出"咔-吱"的声音，表示他们已经注意到了信号。现在，这条线路在两端都是空闲的，可以连接呼叫。
脉冲拨号仍然存在一个问题，即由于网络的电容而无法将拨号号码发送到远程交换所。"tandem"通过缓冲电话号码，然后将每个数字转换为两个音调的系列，即多频信令系统，或"MF"，来解决了这个问题。一旦当地的"tandem"找到了空闲线路并连接到它，它会使用音调拨号方法将电话号码的其余部分传输到线路上。然后，远程"tandem"会解码这些音调，并将它们转换回当地交换所的脉冲。为了表示一系列的MF数字的开始和结束，使用了特殊的MF音调，即KP和ST。
当通话结束并且其中一方挂断电话时，他们的交换所会注意到电压的变化，并开始在干线上播放2600赫兹的音调。连接的另一端会通过使其本地呼叫挂断，以响应音调，然后像以前一样开始在本地播放音调，以标记线路在两端都空闲。

### 蓝盒子的组成及原理
蓝盒子由多个音频振荡器、电话键盘、音频放大器和扬声器组成。要操作蓝盒子，用户通常会拨打一个长途电话，通常是拨打目标地区的号码。通常，这个初始呼叫会拨打一个1-800号码或其他不受监管的电话号码，如电话号码查询。使用免费电话号码可以确保用于接入的电话不会被计费。
当呼叫开始响铃时，呼叫者会将蓝盒子扬声器放在电话听筒的麦克风上，并使用蓝盒子发送2600赫兹的音调（或者在许多国际干线上是2600+2400赫兹，然后跟着2400赫兹的音调）。被叫交换所会将这个音调解释为呼叫者在呼叫完成之前挂断呼叫，然后断开呼叫，并开始播放2600赫兹的音调以标记线路为空闲。但是，这并不会在呼叫者的端口断开呼叫，只有物理挂断电话才能做到。这会使呼叫者保持在一个通过长途干线连接到目标交换所的实时线路上。
现在，呼叫者停止播放音调。被叫交换所将音调的失去解释为交换所的中继正在尝试建立另一个呼叫。它会回应并且播放快闪，表示它已经准备好接受路由音调。一旦被叫端发送了监控闪烁，呼叫者使用蓝盒子发送一个"Key Pulse"或"KP"，这是启动路由数字序列的音调，然后是电话号码或电话公司内部使用的众多特殊代码之一，最后是一个"Start"音调，"ST"。在这一点上，连接的被叫端会根据指示来路由呼叫，而呼叫者的本地交换所会表现得好像呼叫仍在原始号码上响铃一样。

### 应对措施
蓝盒子在直到20世纪70年代初才变得较为罕见，当时所需的系统开始降低成本，这一概念也开始变得更加广为人知。当时，电话黑客认为贝尔电话无法阻止蓝盒子，因为这将需要贝尔升级所有的硬件设备。
在短期内，贝尔采取了一系列蓝盒子检测和执法对策。拥有所有长途通话记录的电话记录，这些记录由机械交换系统和更新的电子交换系统保留，包括拨打免费电话号码的通话，这些号码不会出现在客户账单上，电话安全员开始检查这些记录，寻找可疑的活动模式。例如，当时，拨打长途信息的电话虽然被接听，但故意不返回电气上的"摘机"信号，表明它们已经被接听。当信息呼叫被转接到另一个号码并被接听时，计费设备会记录该事件。计费计算机会处理这些记录，并生成拨打信息的列表，这些信息已经用摘机音应答。在早期，这些列表可能旨在检测设备故障，但后续的调查确实揭示了蓝盒子的使用者。在"800"号码的免费电话服务启动后，计费计算机还编程生成了拨打免费号码的长时间通话列表。尽管其中许多通话是合法的，但电话安全员会检查这些列表并跟进不规则情况。
在这种情况下，可以在这些线路上安装过滤器以阻止蓝盒子的使用。贝尔还会监听受影响的线路。在1975年的一个案例中，太平洋电话公司使用了以下设备来监控被告的线路：
1. CMC 2600，一种设备，它可以在线路上检测到2600赫兹音调的次数，并在计数器上注册；
2. 磁带录音机，由CMC 2600自动激活，以记录每次2600赫兹活动后的两分钟电话音频；
3. Hekemian 51A，它复制了CMC 2600的功能，并且还可以用纸带记录外呼电话。普通呼叫以黑墨水记录，通过蓝盒子拨打的目标号码以红墨水记录。[17]

这些行动导致了几起备受关注的审判。
蓝盒子漏洞的最终解决方案是完成了电话网络的升级，这是电话黑客们认为不可能的事情。这个过程分阶段进行，其中一些在20世纪70年代初已经在进行中。
T1系统的开发始于1957年，并从大约1962年开始部署。它将语音信号数字化，以便它们可以更高效地在交换之间的高密度连接中传输，每个4线连接可携带24条线路。根据网络布局，用户可能不再直接连接到中继，而是连接到一个本地办公室，该办公室通过T1将信号转发到距离更远的交换所，该交换所具有中继。仅仅因为系统的工作方式，必须滤除监控信号，以便模拟信号的数字化工作。请注意，2600赫兹音调在干线上不会被丢弃，直到线路完全连接，它才会与其他音调混合在一起，如响铃音或占线信号；当它在T1上使用时，这个音调与其他信号混合在一起，引起了一种称为"量化噪声"的问题，扭曲了声音。因此，这些音调在T1连接的两侧都被滤掉。因此，在这种环境下蓝盒子使用起来是困难的，尽管已知存在成功的尝试。
但是蓝盒子最终被完全消除，原因与此无关。在现有的基于中继的网络中，完成呼叫需要通过干线进行通信的多个阶段，即使远程用户从未接听呼叫。由于这个过程可能需要大约10到15秒，所有干线上的总浪费时间可以用来进行额外的通话。为了提高线路利用率，贝尔开始开发Number One Electronic Switching System (1ESS)。这个系统使用两个办公室之间的单独专用线执行所有呼叫和线路监控。使用这个系统，当拨打长途电话时，干线最初不会被使用。相反，本地办公室会使用这个单独的通道将被叫号码发送给远程交换所。远程办公室然后会尝试完成呼叫，并使用相同的专用线向原始办公室指示这一点。只有在远程用户接听呼叫时，系统才会尝试找到一个空闲的干线并连接，从而将对干线的使用减到最低。
这一改变还意味着信令系统在网络内部通过这条独立线路可用。用户线路与这个信令线路之间没有连接，因此用户无法影响拨号。与蓝盒子时代相比，造价迅速降低的同时使得1ESS系统的成本也大幅降低。首先应用于最繁忙的连接，到了20世纪80年代，最新的4ESS型号和其他公司的类似机器被部署到几乎所有主要交换所，只有网络的一小部分仍然使用中继连接。如果连接到这样的交换所，蓝盒子仍然可以使用，但只有在两个端点之间的整个网络完全由中继组成的情况下才能使用，这种情况在20世纪80年代末变得越来越少见。
直到至少20世纪70年代，模拟长途传输系统在长途线路上仍然更具成本效益。即使在那时，仍然存在大量的模拟线路，继续使用它们在经济上更具合理性。直到竞争对手Sprint建立了其全部数字化的、"寂静的"网络，"你可以真正听到掉下的针声音"，AT&T才承受数十亿美元的损失，并将其长途网络升级为数字技术。
在蓝盒子时代崛起的电话黑客社区已经发展成为其他领域，目前还存在一本名为"2600"的商业出版的黑客杂志，这是对曾经在电话黑客活动中非常重要的2600赫兹音调的一种引用。

### 频率和时序、
触摸音编码使用了一组六个频率，每个多频音调由从这个集合中选择的两个频率组成。右侧表格显示了这些频率和时序的信息：
| 编码   | 700Hz | 900Hz | 1100Hz | 1300Hz | 1500Hz | 1700Hz |
| ------ | ----- | ----- | ------ | ------ | ------ | ------ |
| 1      | X     | X     |        |        |        |        |
| 2      | X     |       | X      |        |        |        |
| 3      |       | X     | X      |        |        |        |
| 4      | X     |       |        | X      |        |        |
| 5      |       | X     |        | X      |        |        |
| 6      |       |       | X      | X      |        |        |
| 7      | X     |       |        |        | X      |        |
| 8      |       | X     |        |        | X      |        |
| 9      |       |       | X      |        | X      |        |
| 0/10   |       |       |        | X      | X      |        |
| 11/ST3 | X     |       |        |        |        | X      |
| 12/ST2 |       | X     |        |        |        | X      |
| KP     |       |       | X      |        |        | X      |
| Kp2    |       |       |        | X      |        | X      |
| ST     |       |       |        |        | X      | X      |

|       | 1209Hz | 1336Hz | 1477Hz | 1633Hz |
| ----- | ------ | ------ | ------ | ------ |
| 697Hz | 1      | 2      | 3      | A      |
| 770Hz | 4      | 5      | 6      | B      |
| 852Hz | 7      | 8      | 9      | C      |
| 941Hz | *      | 0      | #      | D      |

最右侧的一列在消费者电话上不可见。
通常情况下，以“速拨”格式将数字从一台机器传递到另一台机器的音调持续时间为60毫秒，数字之间间隔60毫秒的静默。 'KP'和'KP2'音调持续时间为100毫秒。KP2（在R1标准中为ST2）用于拨打贝尔系统内部的电话号码。然而，实际的音调持续时间可能会因位置、交换机类型和机器状态的不同而略有变化。
对于操作员、技术人员和蓝盒电话破解者来说，音调的持续时间将由按钮按下的时间以及在手动按下下一个按钮之前的静默时间决定。
可以构建一个蓝盒，该蓝盒将以机器到机器的时间间隔发送音调，数字要么存储在数字存储器中，要么存储在开关矩阵中。在开关矩阵中，可能有10行用于数字，每行有5个开关。两个开关将被打开，选择2个音调。（KP和ST将硬连接。）这5个开关可以标记为0、1、2、4和7，用户选择一对开关来组成每个数字，特殊情况下为4加7表示数字0。
或者，音调可以记录在磁带上，然后将其切成片段并拼接在一起，使用商用拼接机进行准确对齐。如果破解者匹配了机器拨号并以每秒7.5英寸（ips）的速度录制，音调和静默的拼接将约为1/2英寸长，KP将为3/4英寸长。对于更易管理的拼接长度，破解者可以使用15 ips录音机，这种录音机不太常见，可以将这些长度加倍。对于那些没有15 ips录音机但有两台录音机的人，音调可以以低一个八度的速度以每秒7.5 ips录制，拼接的片段将加倍。然后，将拼接的磁带从7.5 ips机器重新录制到3.75 ips机器。生成的录音可以以7.5 ips播放。在断开干线的2600 Hz间隔之前，会添加一个间隔，以便足够时间使数字接收器连接到KP。
这组MF音调最初是为贝尔系统的长途操作员手动拨打电话以及机器之间的拨号而设计的，在订户使用的DTMF触摸音系统出现之前。顾客拨号的前导1没有拨出。对于操作员，在拨号期间线路会静音，但对于顾客电话，在按下键时才会静音。选择触摸音的频率是为了最小化顾客在拨号时说话或背景声音被识别为一个或多个数字，从而导致拨错号码的风险。在操作员拨号期间静音可防止发生这种情况，因此MF系统不需要也不是如此强大。这些音调具有简单的200 Hz间隔。对于触摸音，音调的选择考虑了谐波关系和互调产物。

### 特殊编码
这些是人们可以访问的一些特殊代码，如下图所示。 "NPA"是电话公司的术语，指的是'区号'。
其中许多看起来最初是三位数的代码，不需要前导区号拨打，而向国际发送者拨打的目标号码格式在不同的时期随着添加更多国家的呼叫能力而发生了变化。
- NPA+100 – 工厂测试 – 结算终止
- NPA+101 – 工厂测试 – 通话测试板
- NPA+102 – 工厂测试 – 毫瓦音（1004 Hz）
- NPA+103 – 工厂测试 – 信号测试终止
- NPA+104 – 工厂测试 – 双向传输和噪声测试
- NPA+105 – 工厂测试 – 自动传输测量系统
- NPA+106 – 工厂测试 – CCSA环路传输测试
- NPA+107 – 工厂测试 – Par仪表发生器
- NPA+108 – 工厂测试 – CCSA环路回声支持维护
- NPA+109 – 工厂测试 – 回声消除器测试线路
- NPA+121 – 内部操作员
- NPA+131 – 操作员目录帮助
- NPA+141 – 费率和路由信息
- 914+151 – 海外来电（纽约州怀特普莱恩斯）
- 212+151 – 海外来电（纽约州纽约市）
- NPA+161 – 故障报告操作员（已停用）
- NPA+181 – 投币退款操作员
- 914+182 – 国际发件人（纽约州怀特普莱恩斯）
- 212+183 – 国际发件人（纽约州纽约市）
- 412+184 – 国际发件人（宾夕法尼亚州匹兹堡）
- 407+185 – 国际发件人（佛罗里达州奥兰多）
- 415+186 – 国际发件人（加利福尼亚州奥克兰 – 在这个时代，510是TWX）
- 303+187 – 国际发件人（科罗拉多州丹佛）
- 212+188 – 国际发件人（纽约州纽约市） 并非所有NPA都具有所有功能。由于一些NPA包含多个城市，有时会在区号之后放置额外的路由代码。例如，519+044+121可以到达温莎内部操作员，而519+034+121可以到达距离相同但在同一个区号内的伦敦内部操作员（175公里109英里）。[22]

### 在其他国家
CCITT信令系统第4号（SS4）是一种在国际电路上使用的信令系统，不包括在北美终止的电路。它使用了不同于北美信令系统中的多频信号的方法。以下是有关CCITT SS4的一些详细信息：
1. 信号表示： SS4使用了四个35毫秒的音调脉冲，以35毫秒的间隔分开，以表示四位二进制代码中的数字，其中2400赫兹表示'0'，2040赫兹表示'1'。监控信号使用了相同的两个频率，但每个监控信号都以两个音调同时开始（持续150毫秒），然后没有间隙地跟随一个2400赫兹或2040赫兹的单音调的长音（350毫秒）或短音（100毫秒）。欧洲的电信黑客制造了能够生成这些信号的System 4蓝盒。由于System 4仅用于国际电路，因此使用这些蓝盒的更为专业化。
2. 蓝盒用途： 通常，电信黑客将通过其他方式以较低或零成本获得国际拨号权限，拨打可通过直拨方式拨打的国家的电话，然后使用System 4蓝盒断开国际连接并拨打仅可通过操作员服务获得的目的地的电话。因此，System 4蓝盒主要用于设置难以到达的仅由操作员提供的目的地的呼叫。
3. 蓝盒构造： 典型的System 4蓝盒具有一个键盘（用于发送四位数字信号）以及四个按钮，用于四个监控信号（清除-前进、占线-终端、占线-中转和转接到操作员）。经过一些尝试，灵巧的电信黑客发现他们只需要两个按钮，一个用于每个频率。经过练习，可以手动生成所有信号，包括数字信号，具有足够的时间精度。这使得蓝盒可以做得非常小巧。
4. 抗应答回声保护音： 部分System 4蓝盒增加了一种抗应答回声保护音。由于电话和电话网络之间的连接是双线制，而国际电路上的信令是在四线制（完全分开的发送和接收路径）上运行的，因此应答信号（在收到每个数字后，来自远端电路的两个频率中的一个的单脉冲）往往会在四线制/双线制转换点处反射。尽管这些反射信号相对较弱，但它们有时足够响亮，以致于远端的数字接收电路将其视为下一个数字的第一个位，从而干扰了电信黑客传输的数字。

改进后的蓝盒连续传输了一种其他频率（例如600赫兹）的保护音，只要它没有发送System 4信号。这种保护音淹没了回声的确认信号，因此远端的数字接收电路只听到了蓝盒传输的数字。